# Älgsjölandet
Älgsjölandet är en ö i Finland.   Den ligger i kommunen Ingå i den ekonomiska regionen  Raseborg  och landskapet Nyland, i den södra delen av landet, 60 km väster om huvudstaden Helsingfors.

## Historia

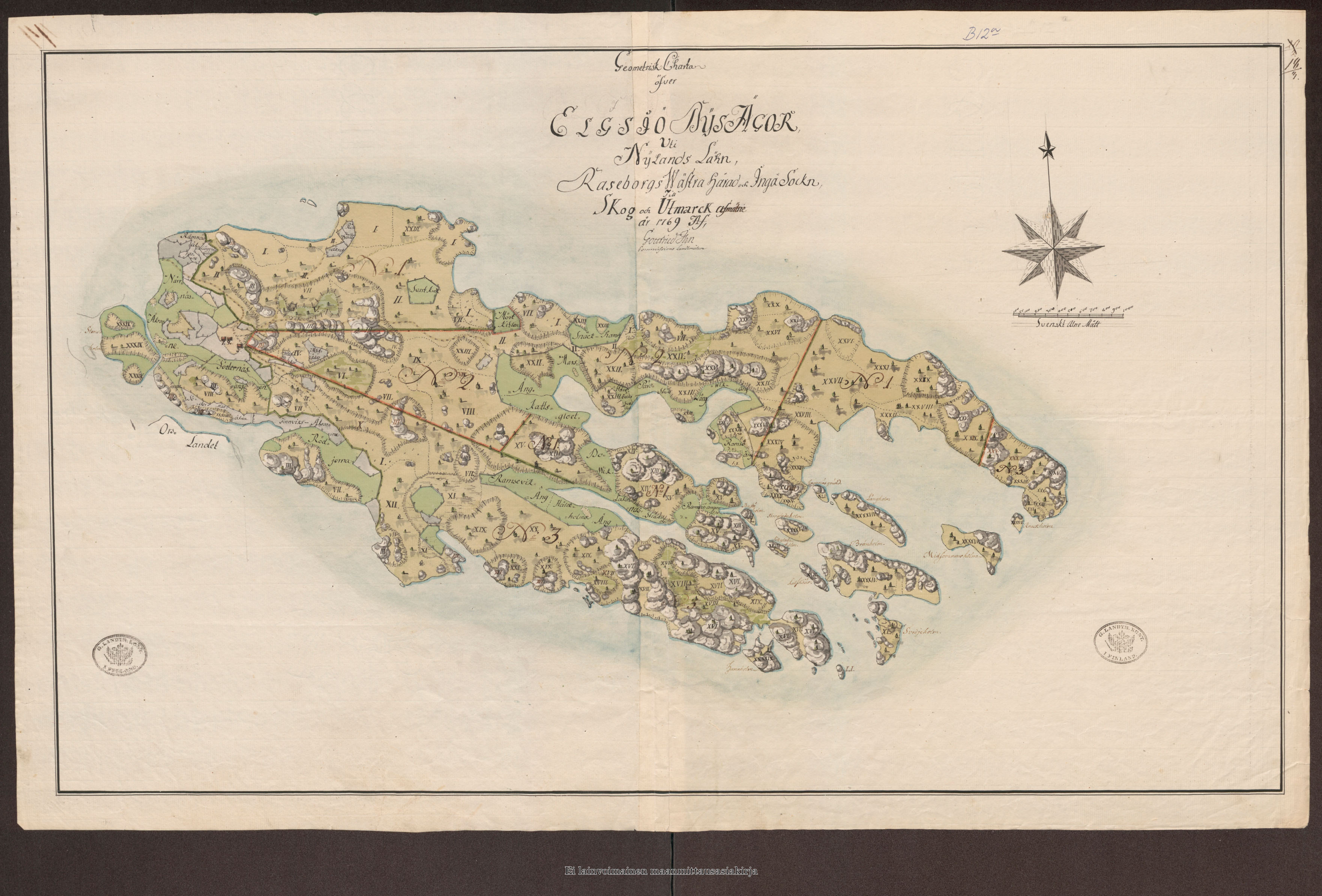
Karta över ön Elgsjö från åren 1769-1777

Nära Älgsjölandet utkämpades Slaget vid Älgsjöskatan i september 1789 mellan Sverige och Ryssland.